# Drottens kyrkoruin
Drottens kyrkoruin sind die unterirdischen Reste der Drottens kyrka in Lund in Südschweden.

## Anlage

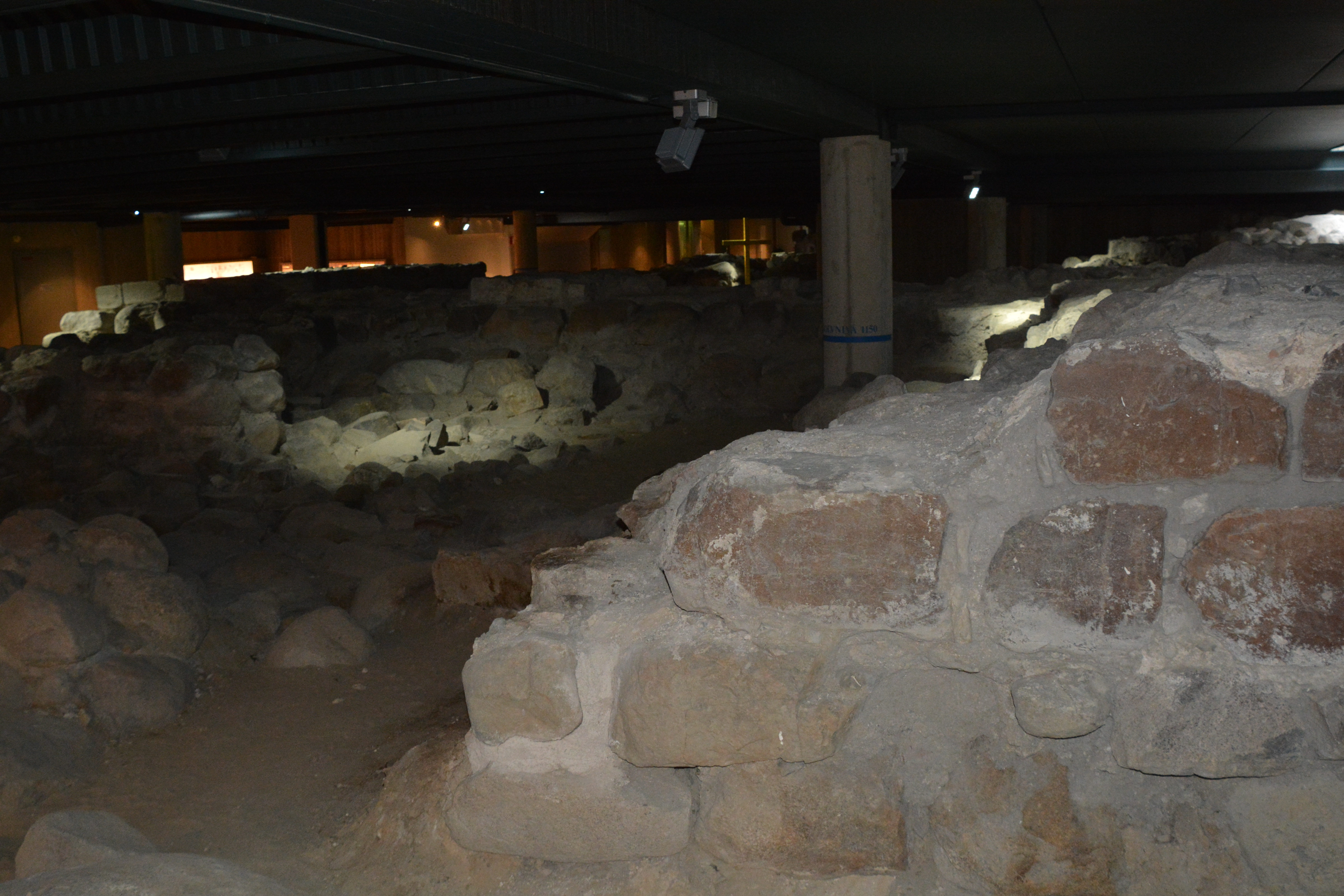
Die zugänglich gemachten Mauerreste unter dem heutigen Bodenniveau

Die Kirche lag im Zentrum der Stadt Lund südlich des Doms. Die unterirdischen Reste sind durch Eingänge in und neben einem italienischen Restaurant zugänglich; im Restaurant sind sie durch Glasbodenbereiche sichtbar.
Die Kirche St. Salvator oder  Trinitatis, dafür altschwedisch Drotten, war mit 55 Metern Länge die zweitgrößte Kirche der Stadt nach dem Dom und die größte einschiffige Hallenkirche Skandinaviens.

## Geschichte

### Vorgängerbau
Nördlich der späteren Steinkirche stand zuerst eine hölzerne Stabkirche aus der Zeit um 1000, als eine der ersten Kirchen in Skandinavien überhaupt. Möglicherweise wurde sie noch zu Lebzeiten des dänischen Königs Sven Gabelbart  errichtet und dieser 1014 dort bestattet (?).

### Prämonstratenserkirche

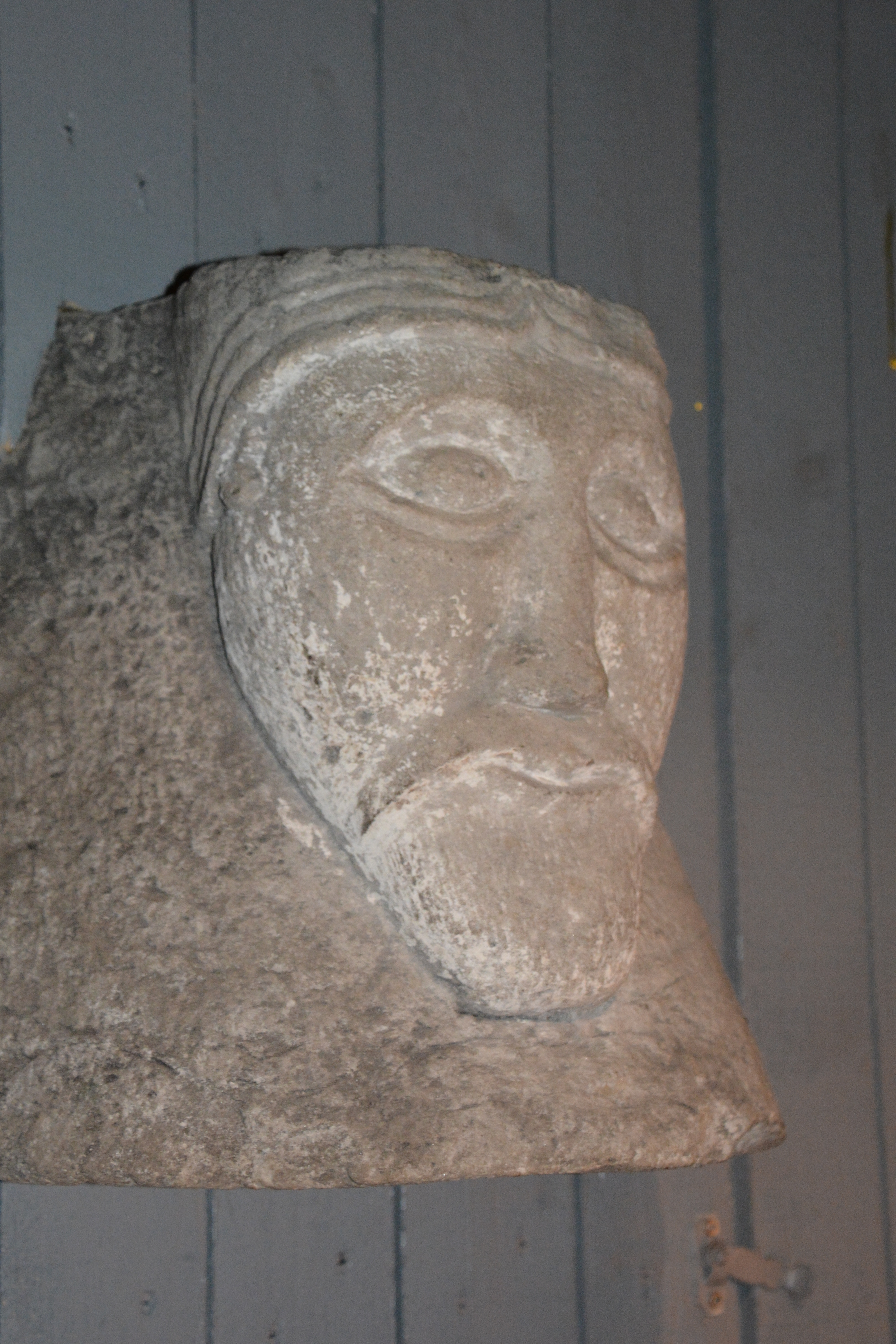
Fragment der einstigen Ausstattung

Danach wurde eine Steinkirche errichtet, mit einem steinernen Taufbrunnen.
Seit etwa 1150 bestand dort das Kloster St. Trinitatis als erstes Prämonstratenserstift in Skandinavien. Von 1151 sind die ersten Erwähnungen des Abtes und der Brüder (Abbatis et Fratris S. Trinitate Lundis) in einer päpstlichen Bestätigung für diese erhalten. 1164 und 1180 wurde ein Abt Johannes erwähnt. Der Taufbrunnen weist auf die besondere Bedeutung der Kirche hin, möglicherweise bildeten die Prämonstratenser in dieser Zeit auch das Domkapitel (wie in Ratzeburg, Brandenburg und Havelberg). Vor 1180 wurde ein Tochterkloster im pommerschen Belbuck gegründet.
Spätestens 1185 war es kein eigenständiger Konvent mehr, sondern ein Priorat des Prämonstratenserklosters Öved.
Kurz nach 1200 brannte die Kirche aus und wurde danach in verkleinerter Form ohne Querschiffe wieder aufgebaut.

### Pfarrkirche
Um 1300 übergaben die Prämonstratenser die Kirche einer Pfarrgemeinde.
1536 wurde die Kirche aufgegeben, wie die meisten anderen Kirchen der Stadt Lund, 1544 war sie nur noch eine Ruine. Danach wurde sie vollständig abgetragen.

### Freilegung der unterirdischen Mauerreste
In den 1970er und 1980er Jahren fanden archäologische Ausgrabungen wegen einer geplanten Neubebauung des Geländes statt. Dabei wurden die unterirdischen Grundmauern freigelegt und für die Öffentlichkeit zugänglich gemacht. Die Nordmauer der Kirche läuft durch das unterirdische Museum, die Südmauer wurde durch dunklere Pflasterung in der Fußgängerstraße Kattesund sichtbar gemacht.